# Ricardo Vázquez
Ricardo Vázquez Gómez (* 25. September 1932) ist ein ehemaliger uruguayischer Radrennfahrer.

## Sportliche Laufbahn
Vázquez war Teilnehmer der Olympischen Sommerspiele 1964 in Tokio. Im olympischen Straßenrennen wurde er beim Sieg von Mario Zanin auf dem 45. Rang klassiert und damit bester Fahrer aus Uruguay. Im Mannschaftszeitfahren kam das Team aus Uruguay mit Wilde Baridón, Vid Cencic, Francisco Pérez und Ricardo Vázquez auf den 10. Platz.